# Мирза Гассеми
Мирза гассеми или мирза кассеми (перс. میرزا قاسمی‎) — иранская закуска или основное блюдо на основе тандури или жареных баклажанов, характерное для Северного Ирана и региона Каспийского моря (в частности, провинции Гилян). В западных странах он известен как соус из персидских баклажанов.
Блюдо состоит из баклажанов, приправленных чесноком, помидорами, растительным или сливочным маслом, солью и перцем, соединённых с яйцами. Его можно приготовить как запеканку, обычно мирза гассеми подают с хлебом или рисом. Вариант, приготовленный из кабачков вместо баклажанов, называется Каду Гасеми.

## Происхождение
Мирза гасеми был изобретён Мохаммадом Касим-ханом, губернатором Решта во время правления Насер ад-Дин Шаха (1848—1896), разработан им и назван в его честь.